# Thomas Gresham

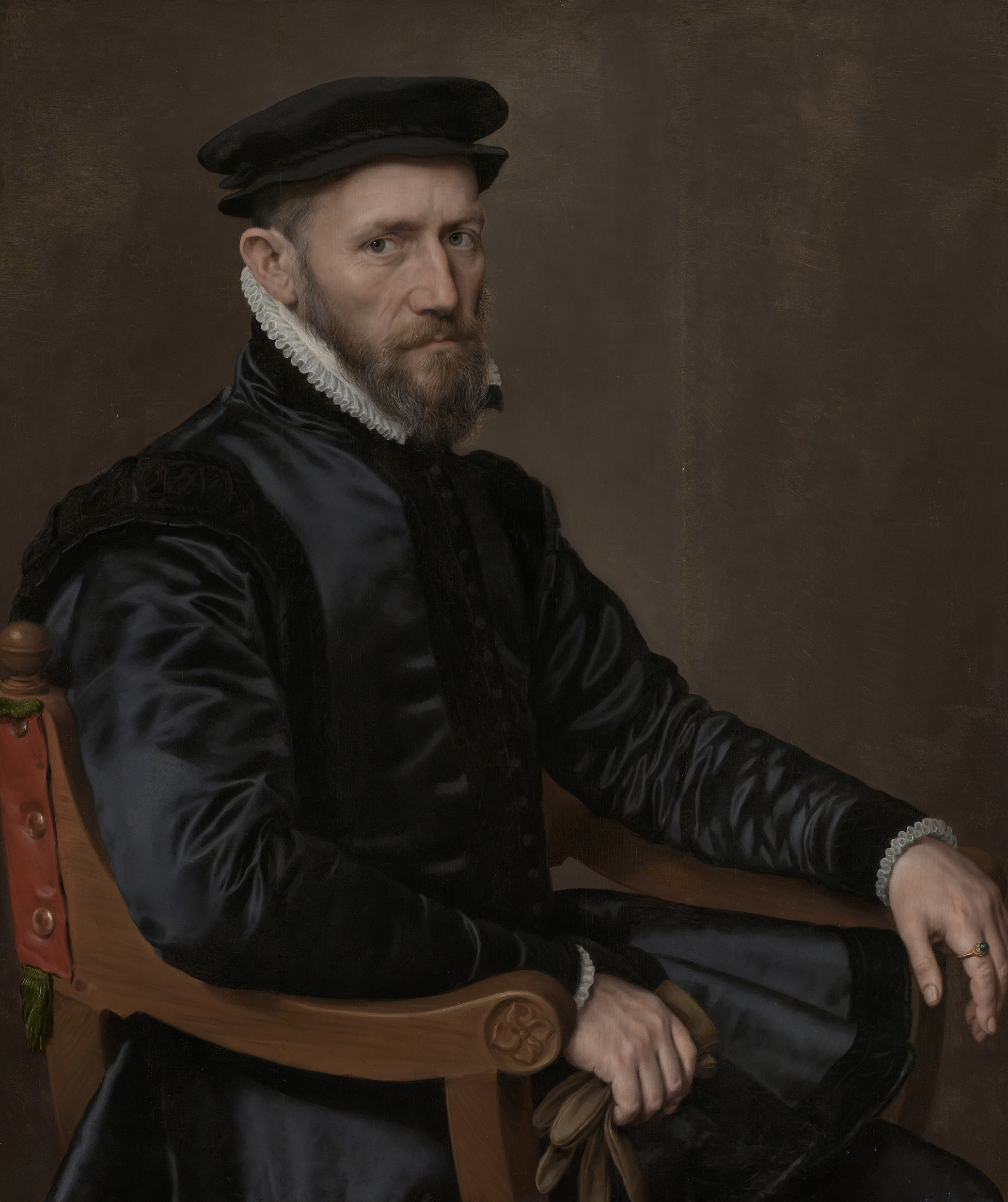
Thomas Gresham, porträtt utfört av Anthonis Mor, omkring 1554.

Sir Thomas Gresham, född 1519 i London, död 21 november 1579, var en engelsk köpman och diplomat, och grundare av Londons börs (Royal Exchange).

## Biografi
Thomas Gresham flyttade 1543 till Nederländerna, där han idkade handel och tjänstgjorde som finansiellt ombud för kung Henrik VIII. Han gjorde såväl denne kung som hans tre efterträdare viktiga tjänster vid deras penningoperationer under den rådande europeiska finanskrisen (den så kallade prisrevolutionen) och även vid diplomatiska förhandlingar, samt upphöjdes till belöning därför av drottning Elisabet till knight (1559). 
År 1565 erhöll Gresham tillstånd att på egen bekostnad uppföra ett börshus i London. Denna börs fick rang av kunglig börs 1570 och brann ned 1666. Sedan Gresham återvänt till London 1567, fortsatte han där sin verksamhet som köpman och regeringens finansielle agent. Han verkade för förbättring av myntet och att statslån skulle upptas inom landet, och genom hans förtjänst blev den engelska kronan efter hand finansiellt oberoende av utlandet. 
Hans ende son avled före honom, och hans utomäktenskapliga dotter Anne gifte sig med Sir Nathaniel Bacon, Francis Bacons bror. I sitt testamente bestämde Gresham att hans boningshus på Bishopsgate Street i London och en stor del av hans förmögenhet skulle användas till upprättandet av ett vetenskapligt kollegium. Föreläsningarna började 1597 och hölls då i Greshams hus, men flyttades 1768 till börsen. Från 1843 hålls de i kollegiets eget nybyggda hus. Gresham College var det första högre lärosätet i London.
Efter Gresham uppkallade Henry Dunning Macleod den så kallade Greshams lag i nationalekonomin: "Dåligt mynt kan fördriva gott mynt, men gott mynt kan icke fördriva dåligt mynt". 